# Sarongan
Sarongan is een bestuurslaag in het regentschap Banyuwangi van de provincie Oost-Java, Indonesië. Sarongan telt 5613 inwoners (volkstelling 2010).